# Pedro de Anagni
Pedro de Anagni o Pedro de Salerno (Salerno, siglo XI - Anagni, 1105) fue un monje y obispo benedicitino y legado papal. 
Ya formando parte de la orden benedicitina fue distinguido por el papa Gregorio VII como obispo de Anagni. 
Como obispo, mejoró la espiritualidad de la ciudad, construyó una nueva catedral, y promovió la Primera Cruzada a Tierra Santa, una aventura en la que participó. 
El papa Urbano II le envió a  Constantinopla como legado papal ante el Imperio Bizantino. 
Fue canonizado en 1109 por el papa Pascual II, tan sólo cuatro años después de su muerte.